# Мелісса Танкреді
Мелісса Танкреді (англ. Melissa Tancredi, 27 грудня 1981) — канадська футболістка, олімпійська медалістка.
Відкрита лесбійка.

## Виступи на Олімпіадах
| Олімпіада   | Дисципліна | Місце |
| ----------- | ---------- | ----- |
| Пекін 2008  | футбол     | 8     |
| Лондон 2012 | футбол     | 3     |